# Chevrolet Trax
Der Chevrolet Trax ist ein kompakter Crossover-SUV von General Motors, der von Chevrolet in den meisten Ländern im April 2013 eingeführt wurde.

## Trax (2013–2022)

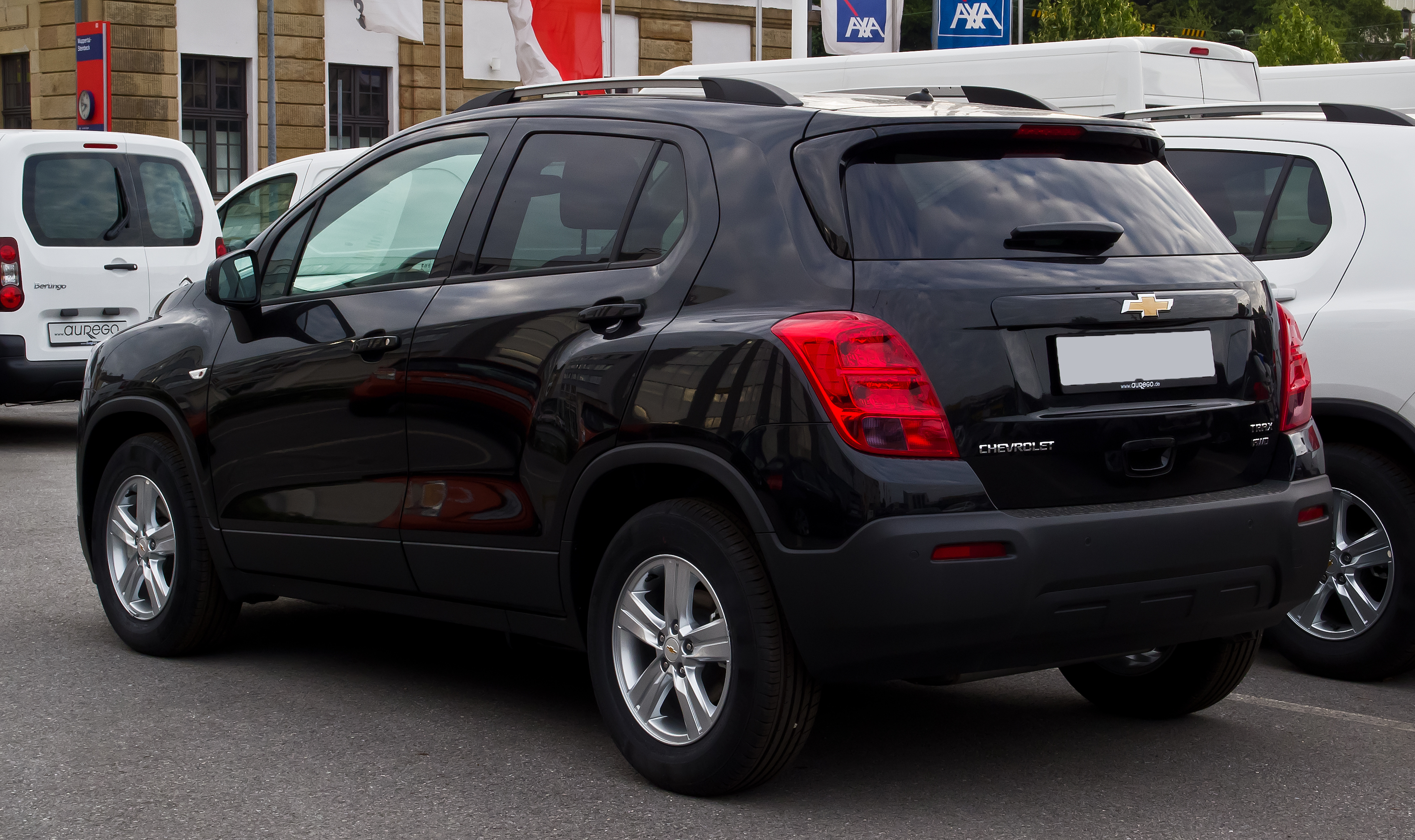
Heckansicht

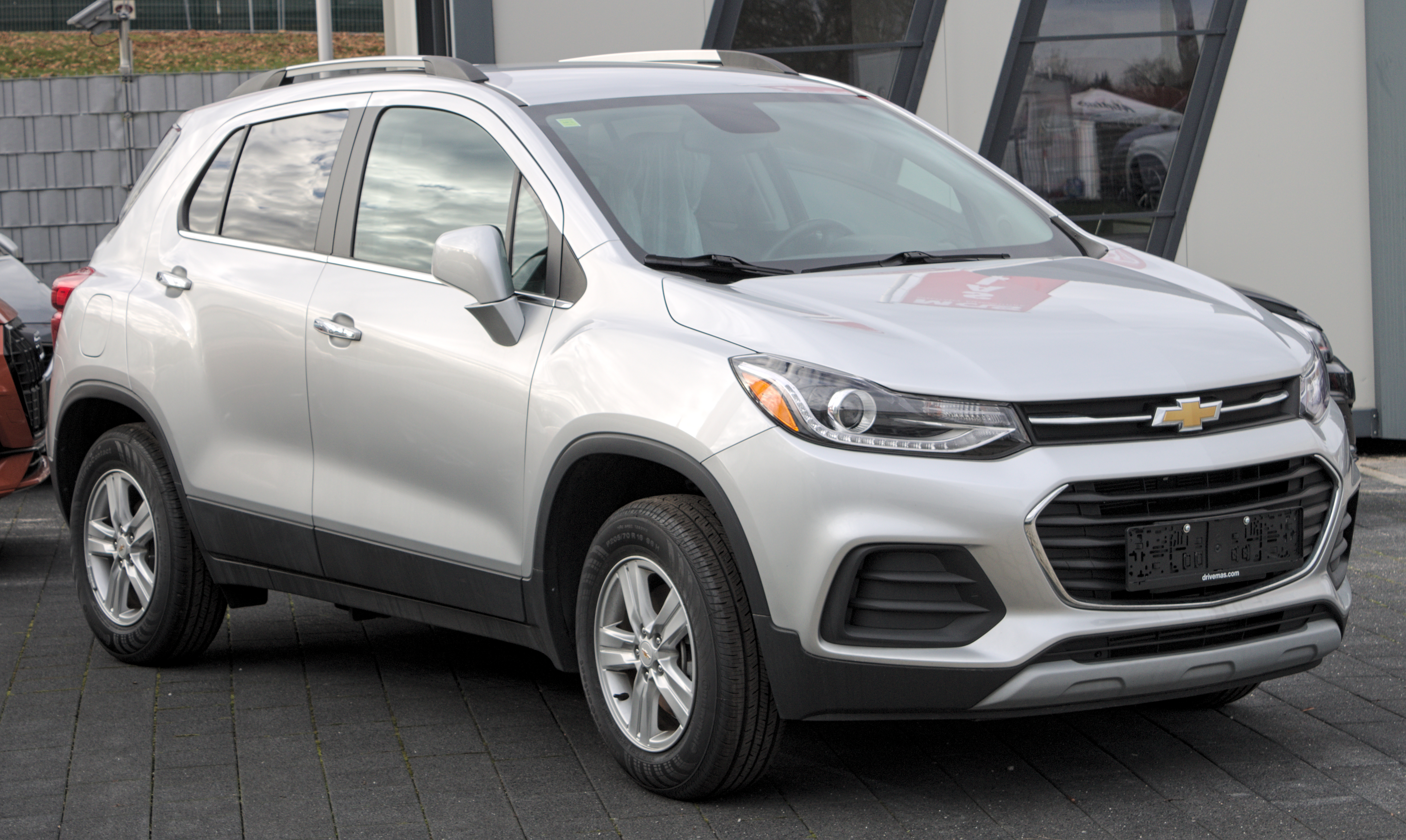
Chevrolet Trax (2016–2022)

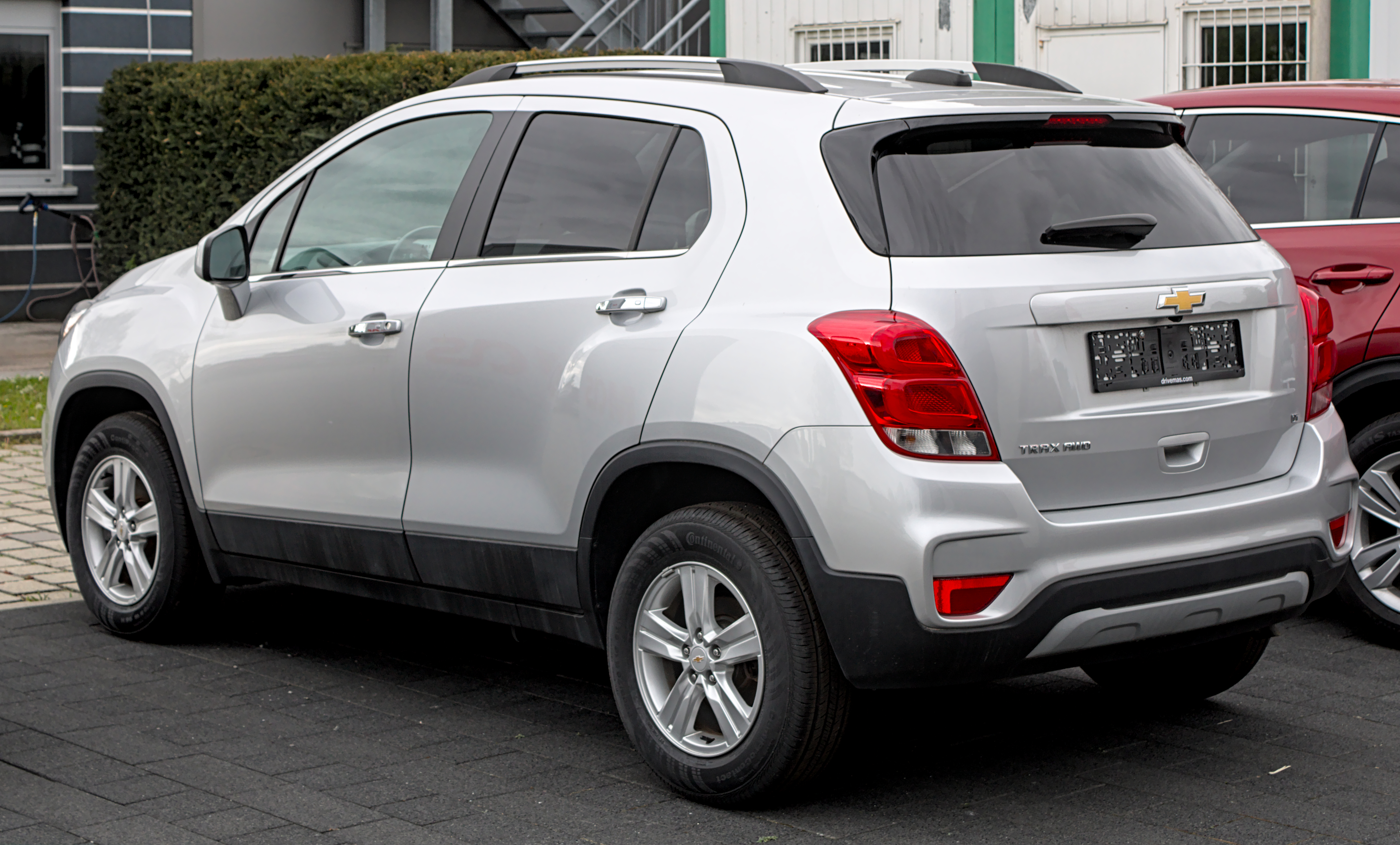
Heckansicht

Der Trax der ersten Generation basiert auf derselben Plattform (Gamma-II-Plattform) wie der von Oktober 2012 bis Juni 2019 erhältlicher Opel Mokka A und dessen Zwilling Buick Encore. In Australien und Ozeanien wurde das Fahrzeug bis 2020 von der Automarke Holden als Holden Trax verkauft. In Südamerika und Russland wurde das Auto unter dem Namen Chevrolet Tracker vermarktet.

### Geschichte

#### Konzeptfahrzeug

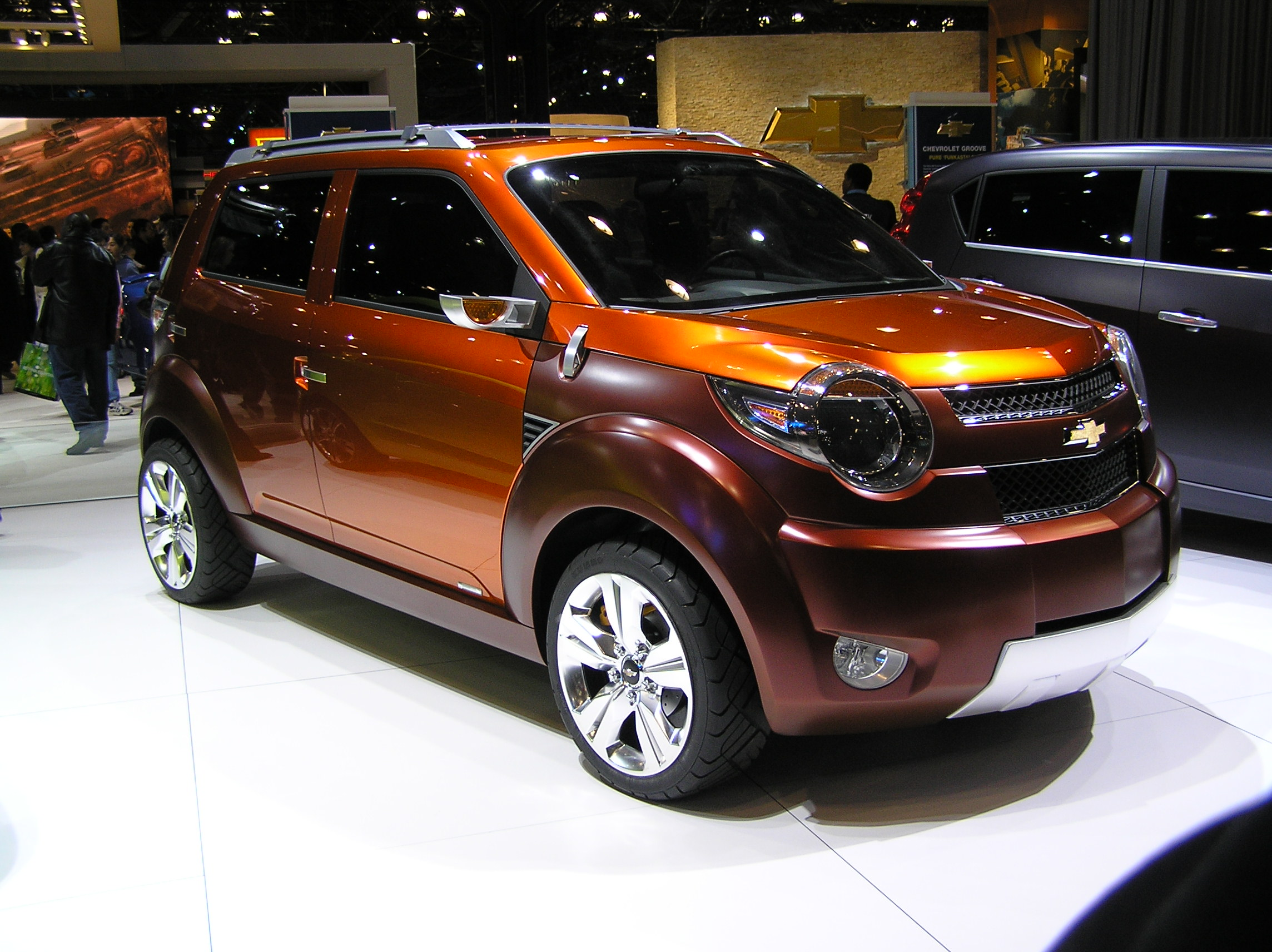
Die Chevrolet-Trax-Studie auf der New York International Auto Show 2007

Ein gleichnamiges Konzeptfahrzeug wurde auf der New York International Auto Show (NYIAS) 2007 vorgestellt. Mit dem Serienmodell hat diese Designstudie außer dem Namen und dem Modellpositionierung als kleiner SUV allerdings kaum etwas gemeinsam.

#### Serienmodell
Im Herbst 2012 wurde der Trax auf dem Pariser Autosalon vorgestellt. In Kanada wurde der Wagen als erster kompakter Chevrolet-SUV angeboten.
Das Entwicklungszentrum von Holden hat das Fahrgestell des Trax nach eigenen Angaben „für mehr als 20 Märkte“, darunter „Australien, Russland, Südafrika und Neuseeland“ optimiert.
Der in Südamerika verwendete Modellname „Tracker“ erinnert an die GM-Versionen der Suzuki Vitara bzw. Suzuki Grand Vitara, die von 1989 bis 1991 und von 1999 bis 2008 in Süd- und Nordamerika als Tracker unter verschiedenen Markennamen (Chevrolet, GMC, Asüna, Geo) verkauft wurden.
In Europa war das Fahrzeug mit der Einstellung des Fahrzeugvertriebs von Chevrolet im Jahr 2014 nicht mehr erhältlich; in Nordamerika erhielt es zum Modelljahr 2017 ein Facelift, das auf der Chicago Auto Show 2016 formal erstmals gezeigt wurde.
Im Herbst 2016 wurde auf Basis der Faceliftversion auf der SEMA Show ein Konzeptfahrzeug mit erweiterter Geländebeplankung unter dem Namen „Chevrolet Trax Activ Concept“ gezeigt.
Im April 2019 wurde auf der Shanghai Auto Show für den chinesischen Markt das Nachfolgemodell vorgestellt. Seit Juni 2019 wird dort der Chevrolet Tracker verkauft.

### Sicherheit
Beim Euro-NCAP-Crashtest und beim US-NCAP-Crashtest erhielt das Fahrzeug eine Gesamtwertung von fünf Sternen. Bei den vom IIHS durchgeführten Crashtests wurde es beim Versuch „Moderate front overlap“ mit „Good“ bewertet.

### Technik und Ausstattungen
Es standen in Österreich vier Ausstattungsvarianten (LS, LS+, LT, LT+) und drei Motoren (1,6-Liter-Ottomotor, 1,4-Liter-Ottomotor mit Turboaufladung, 1,7-Liter-Dieselmotor mit Turboaufladung) zur Auswahl.

#### Technische Daten
| Kenngrößen                                 | 1.6 MT                      | 1.4T MT AWD                       | 1.7TD MT                       | 1.7TD MT AWD                   | 1.7TD AT                       |            |
| ------------------------------------------ | --------------------------- | --------------------------------- | ------------------------------ | ------------------------------ | ------------------------------ | ---------- |
| Motorart                                   | Ottomotor                   | Ottomotor                         | Dieselmotor                    | Dieselmotor                    | Dieselmotor                    |            |
| Motorbauart                                | R4                          | R4                                | R4                             | R4                             | R4                             |            |
| Gemischaufbereitung                        | Saugrohreinspritzung        | Saugrohreinspritzung              | Common-Rail-Direkteinspritzung | Common-Rail-Direkteinspritzung | Common-Rail-Direkteinspritzung |            |
| Motoraufladung                             | —                           | Turbolader                        | Turbolader                     | Turbolader                     | Turbolader                     | Turbolader |
| Hubraum                                    | 1598 cm³                    | 1364 cm³                          | 1686 cm³                       | 1686 cm³                       | 1686 cm³                       |            |
| max. Leistung                              | 85 kW (115 PS) bei 6200/min | 103 kW (140 PS) bei 4900–6000/min | 96 kW (130 PS) bei 4000/min    | 96 kW (130 PS) bei 4000/min    | 96 kW (130 PS) bei 4000/min    |            |
| max. Drehmoment                            | 155 Nm bei 4000/min         | 200 Nm bei 1850–4900/min          | 300 Nm bei 2000/min            | 300 Nm bei 2000/min            | 300 Nm bei 2000/min            |            |
| Kraftübertragung                           |                             |                                   |                                |                                |                                |            |
| Antrieb, serienmäßig                       | Vorderradantrieb            | Allradantrieb                     | Vorderradantrieb               | Allradantrieb                  | Vorderradantrieb               |            |
| Getriebe, serienmäßig                      | 5-Gang-Schaltgetriebe       | 6-Gang-Schaltgetriebe             | 6-Gang-Schaltgetriebe          | 6-Gang-Schaltgetriebe          | 6-Gang-Automatikgetriebe       |            |
| Messwerte                                  |                             |                                   |                                |                                |                                |            |
| Höchstgeschwindigkeit                      | 173 km/h                    | 194 km/h                          | 186 km/h                       | 183 km/h                       | 183 km/h                       |            |
| Beschleunigung, 0–100 km/h                 | 12,3 s                      | 9,8 s                             | 9,6 s                          | 9,4 s                          | 10,5 s                         |            |
| Kraftstoffverbrauch auf 100 km, kombiniert | 6,5 l Super                 | 6,4 l Super                       | 4,5 l Diesel                   | 4,9 l Diesel                   | 5,3 l Diesel                   |            |
| CO2-Emission, kombiniert                   | 153 g/km                    | 149 g/km                          | 120 g/km                       | 129 g/km                       | 139 g/km                       |            |
| Abgasnorm nach EU-Klassifikation           | Euro 5                      | Euro 5                            | Euro 5                         | Euro 5                         | Euro 5                         | Euro 5     |

### Holden Trax (Australien)

#### Technische Daten
| Kenngrößen                                 | 1.8 MT                       | 1.4T AT                           |
| ------------------------------------------ | ---------------------------- | --------------------------------- |
| Bauzeitraum                                | 2017–2020                    | 2017–2020                         |
| Motorart                                   | Ottomotor                    | Ottomotor                         |
| Motorbauart                                | R4                           | R4                                |
| Gemischaufbereitung                        | Saugrohreinspritzung         | Saugrohreinspritzung              |
| Motoraufladung                             | —                            | Turbolader                        |
| Hubraum                                    | 1796 cm³                     | 1364 cm³                          |
| max. Leistung                              | 103 kW (140 PS) bei 6200/min | 103 kW (140 PS) bei 4900–6000/min |
| max. Drehmoment                            | 178 Nm bei 3800/min          | 200 Nm bei 1850–4900/min          |
| Kraftübertragung                           |                              |                                   |
| Antrieb, serienmäßig                       | Vorderradantrieb             | Vorderradantrieb                  |
| Getriebe, serienmäßig                      | 5-Gang-Schaltgetriebe        | 6-Gang-Automatikgetriebe          |
| Messwerte                                  |                              |                                   |
| Höchstgeschwindigkeit                      | 180 km/h                     | 191 km/h                          |
| Beschleunigung, 0–100 km/h                 | 10,9 s                       | 10,7 s                            |
| Kraftstoffverbrauch auf 100 km, kombiniert | 7,0 l Super                  | 6,9 l Super                       |
| CO2-Emission, kombiniert                   | 164 g/km                     | 160 g/km                          |
| Abgasnorm nach EU-Klassifikation           | Euro 5                       | Euro 5                            |

## Zulassungszahlen
Zwischen 2013 und 2017 sind in Deutschland insgesamt 4.986 Chevrolet Trax neu zugelassen worden. Mit 3.226 Einheiten war 2013 das erfolgreichste Verkaufsjahr.
|  |

|  |

|  |

|  |

|  |

|  |

|  |

|  |

|  |

|  |

|  |

|  |

|  |

|  |

|  |

|  |

|  |

|  |

|  |

|  |

|  |

|  |

|  |

|  |

|  |

|  |

|  |

|  |

|  |

|  |

|  |

|  |

|  |

|  |

|  |

|  |

|  |

|  |

|  |

|  |

|  |

|  |

|  |

|  |

|  |

|  |

|  |

|  |

|  |

|  |

|  |

|  |

|  |

|  |

|  |

|  |

|  |

|  |

|  |

|  |

|  |

|  |

|  |

|  |

|  |

|  |

|  |

|  |

|  |

|  |

|  |

|  |

|  |

|  |

|  |

|  |

|  |

|  |

|  |

|  |

|  |

|  |

|  |

|  |

|  |

|  |

|  |

|  |

|  |

|  |

|  |

|  |

|  |

|  |

|  |

|  |

|  |

|  |

|  |

|  |

|  |

|  |

|  |

|  |

|  |

|  |

|  |

|  |

|  |

|  |

|  |

|  |

|  |

|  |

|  |

|  |

|  |

|  |

|  |

|  |

|  |

|  |

|  |

|  |

|  |

|  |

|  |

|  |

|  |

|  |

|  |

|  |

|  |

|  |

|  |

|  |

|  |

|  |

|  |

|  |

|  |

|  |

|  |

|  |

|  | Benziner (3.241) |

|  | Benziner (3.241) |

|  | Diesel (1.745) |

|  | Diesel (1.745) |

## Trax (seit 2023)

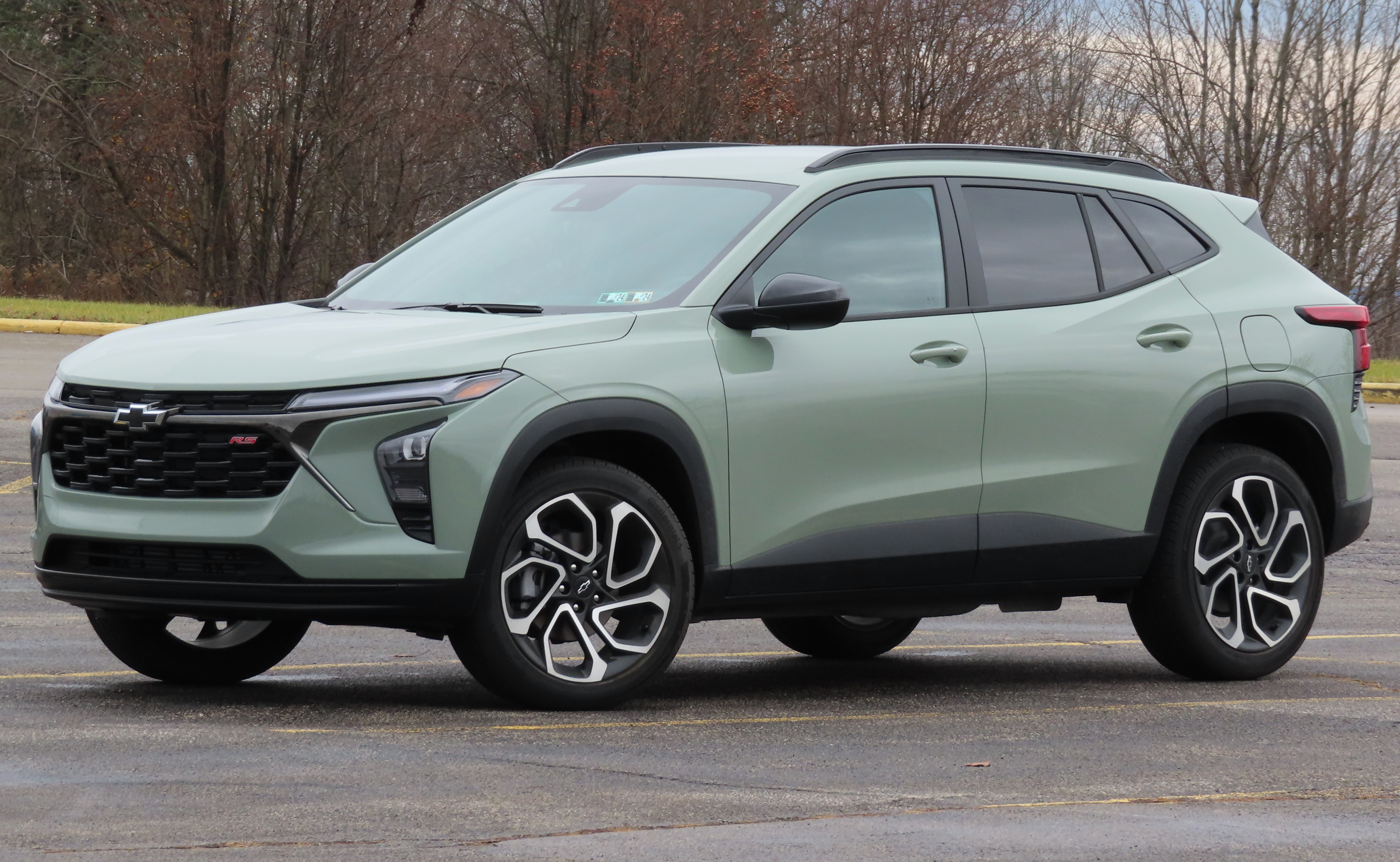
Chevrolet Trax (seit 2023)

Seit Frühjahr 2023 wird in Nordamerika eine zweite Generation des Trax angeboten. Sie ist baugleich mit dem in China produzierten Chevrolet Seeker, wird allerdings in Südkorea gefertigt. Den Antrieb im Trax übernimmt ein aufgeladener 1,2-Liter-Ottomotor mit drei Zylindern und maximal 102 kW (139 PS).